# Рисорджименто
Рисорджиме́нто (итал. il risorgimento — возрождение, обновление) — историографический термин, обозначающий национально-освободительное движение итальянского народа против иноземного господства, за объединение раздробленной Италии, а также период, когда это движение происходило (середина XIX в. — 1861); рисорджименто завершилось упразднением Папского государства в 1870 году и присоединением Рима к Итальянскому королевству в 1871 году.

## Термин
Поначалу слово употреблялось по аналогии с Il Rinascimento (Эпоха Возрождения) и исключительно в культурно-литературном контексте. И только впоследствии при посредстве Витторио Альфьери (1749—1803) его значение стало постепенно расширяться в сторону предполагаемого объединения Италии в политическом, культурном и национальном плане.

## Идеология
Идеологические предпосылки Рисорджименто весьма разнообразны: это и просвещенческие, и либеральные идеи, романтически-националистические, республиканские, социалистические или антиклерикальные, светские и церковные. Экспансионистские амбиции Савойского дома соединялись с антиавстрийскими настроениями.
Немалую роль играла и национальная идея. Она была довольно своеобразна: Франко Вальсекки в своей работе о Рисорджименто в контексте европейского национализма видит в основе национализма итальянского некоторые первичные концепции: идеалистическую — Мадзини, религиозную — Джоберти, рационалистическую — Каттанео, реалистическую — Дурандо. Все они легли в основу разработки Романьози, который соединил национальную идею и принцип легитимности, выработав концепцию Этникархии. Нация для него — это население, которому природой задано некое географическое и духовное единство. Таким образом, вместе с Манчини, который в своих лекциях подчёркивал бессмертие национального государства, основывающегося на бессмертной идее нации, они сформировали представление о юридической раздробленности Италии как о явлении сугубо временном, в то время как в реальности настоящее государство — национальное.
«Италию мы создали, теперь надо создавать итальянца» (Массимо Д’Адзельо).

## Италия накануне объединения
В 1830—1850-х годах Италия была экономически отсталой и политически раздробленной, обременённой множеством феодальных пережитков аграрной страной. Её промышленность слабела, стиснутая рамками отгороженных друг от друга политическими и таможенными границами маленьких государств, и лишь в 1840-х годах — в наиболее развитых экономически областях северной Италии — вступила в стадию промышленного переворота. В сельском хозяйстве были сильны феодальные пережитки.
Испанское господство, которому предшествовало, хотя и кратковременное, французское (его закрепил подписанный в Като-Камбрези в 1559 году мир между Испанией и Францией), сменилось австрийским в результате войны за испанское наследство и в соответствии с Утрехтским и Раштадтским мирным договорами 1713—1714 годов. Правда, после войны за польское и австрийское наследство (Венский договор 1738 года и Ахенский — 1748 года) только Миланская область продолжала находиться в непосредственном владении Австрии.
Всё это время в особом положении находилось Пьемонтское государство, сложившееся из ряда феодов, принадлежавших Савойскому дому. По окончании войны за испанское наследство оно стало королевством, значительно расширило свою территорию за счёт присоединения прилегающих земель, а также Сицилии. Последняя в соответствии с Гаагским мирным договором 1720 года после неудачной попытки Испании восстановить своё господство в Италии была насильственно обменена на Сардинию. Савойское государство стало называться Сардинским королевством.
В Неаполитанском королевстве, или как его ещё называли, Королевстве обеих Сицилий, благодаря австрийской вооружённой интервенции была восстановлена власть Бурбонов, оказавшихся в полной зависимости от Австрии по причине договора о постоянном оборонительном союзе.
Политическую судьбу Италии определили решения великих держав, которые, на Венском конгрессе, передали большинство государств Апеннинского полуострова под австрийское господство.
В феврале 1831 года в герцогствах Парма и Модена и в папской области Романья произошли восстания. Было провозглашено создание Объединённых итальянских провинций. Однако уже в марте 1831 года австрийские войска подавили это революционное движение.
В том же 1831 году группа итальянских политических эмигрантов во главе с Джузеппе Мадзини создала во Франции революционную организацию «Молодая Италия». После неудачной попытки в 1833 году поднять восстание в Пьемонте и в 1834 году осуществить вторжение в Савойю руководство «Молодой Италии» было изгнано из Франции и переместилось в Швейцарию. В апреле 1840 года «Молодая Италия» была воссоздана в Великобритании. Она пыталась поднять восстания в 1843 году в Романье, в 1844 году в Калабрии (восстание братьев Бандиера), но все они потерпели неудачу.
В конце 1840-х годов в Италии продолжал нарастать социально-политический кризис. Обострение социального вопроса было связано с разложением социальных структур феодализма. Пауперизм стал неотъемлемой чертой социального облика деревень и городов Италии, но по преимуществу социальный вопрос был крестьянским и предполагал кардинальные изменения в сфере землевладения и землепользования.
Темпы индустриализации были невысоки и сдерживались политической раздробленностью страны. Италия нуждалась в разноплановых реформах.
1. Папская область. С 1846 года под руководством нового Папы Пия IX (1846—1878) реформаторское движение стало реальностью: была создана правительственная комиссия по изучению политических проблем Папского государства и по её рекомендации была проведена политическая амнистия. Реформы Пия IX разрушили духовную изоляцию Папской области и других итальянских государств, были устранены жёсткие запреты на печать и собрания. Папа намеревался начать железнодорожное строительство в Папской области, образовал совет министров, выступил с идеей создания единого для всей Италии таможенного союза. Реформы Пия IX вызвали серьёзную обеспокоенность венского двора. Австрийские войска оккупировали Феррару, которая находилась в непосредственной близости к Папской области. В ответ Пий IX направил к своим границам швейцарские соединения, чем вызвал одобрение широких патриотических слоёв.
2. Пьемонтская и тосканская области. В те же годы начался национальный подъём и в Пьемонте. Большая часть правителей (великий герцог Тосканы, неаполитанский король, властители Пармы и Модены) упорствовали в своей приверженности к абсолютизму. Но и они постепенно начали сдавать позиции. Осенью 1847 года тосканский герцог Леопольд дал согласие на создание гражданской гвардии, введение свободы печати, признал полномочия совещательного органа при тосканском правительстве. События в Тоскане повлияли на либерализацию ситуации в Парме, Модене и Лукке. Вскоре герцог Лукки за денежную компенсацию отказался от своих владений в пользу Тосканы. В октябре 1847 года последовали долгожданные реформы в Пьемонте: введение гласности судопроизводства, ограничение цензуры и полицейского произвола, создание органов местного самоуправления. Когда в 1847 году обнаружилась готовность короля Карла-Альберта приступить к реформам, Камилло Бенсо ди Кавур при содействии Чезаре Бальбо и других реформистов, основал газету «Il Risorgimento».С конца 1847 и до конца марта 1848 года ситуация приобретала всё более сложный характер: борьба за реформы стала перерастать в революционное движение.
3. Неаполитанское королевство. Революция началась 12 января на Сицилии. Главными требованиями восставших были восстановление Конституции 1812 года и отделение от Неаполитанского королевства. Но в Неаполитанском королевстве это восстание было поддержано. 27 января 1848 года король Фердинанд II согласился на введение Конституции во всём королевстве, ограничил цензуру, провёл политическую амнистию, а во главе нового кабинета министров поставил карбонария Будзелли и признал частичную автономию Сицилии.

В марте — апреле 1848 года были приняты Конституции в Тоскане, Пьемонте и Папской области. Однако общественное спокойствие не наступило. Революция в Вене и бегство Меттерниха стали толчком для начала революционных событий в Ломбардо-Венецианской области.

## Революция 1848—1849 годов
23 марта была провозглашена Венецианская республика (Республика Святого Марка) во главе с Даниеле Манином (1804—1857). В марте покрылся баррикадами Милан, и многотысячный корпус во главе с австрийским генералом Йозефом Радецким покинул город. Из Пармы и Модены были изгнаны австрийские войска. В этих условиях король Пьемонта Карл Альберт предложил свою помощь Ломбардии и Венеции во имя национального освобождения страны. Карл Альберт хотел реализовать идею создания Североитальянского королевства.
Это стало началом военных действий против Австрии, которые вошли в историю как первая Война за независимость. В военных действиях против австрийцев принимали участие кроме армии Пьемонта, регулярные войска Папской области, Неаполитанского королевства, отряды патриотов Тосканы, Ломбардии, Венеции. Итальянские государства объединились в единой освободительной борьбе, и это стало наивысшей точкой развития неогвельфизма. Но политические разногласия итальянских правителей, форсирование Савойской династией процесса объединения вокруг Пьемонта не позволили закрепить успех.
29 апреля Папа заявил, что он нейтрален и отвёл свои войска. Позицию Рима следует трактовать, как нежелание понтифика осложнять отношения с Австрией, где к тому времени наметился закат йозефинизма, и началось сближение с Римом. Почти сразу увёл свои войска неаполитанский король Фердинанд II. Действия Пия IX привели вскоре к крушению неогвельфизма. Благоприятный момент для разгрома австрийских войск был упущен.
22 июля войска Пьемонта потерпели серьёзное поражение при Кустоцце, а затем был сдан Милан. 8 августа Карл Альберт подписал перемирие. Австрийское господство в Ломбардии и Венецианской области было восстановлено, патриотический лагерь утратил единство и усилился правый и левый радикализм.
В Неаполитанском королевстве в мае 1848 года был разогнан так и не успевший приступить к работе парламент. С сентября 1848 по май 1849 года шло подавление сицилийского восстания. Фердинанд II бомбардировал сицилийский город Мессина и получил за это прозвище король-бомба.
В ноябре 1848 года началась революция в Папском государстве. Папа бежал, и в Риме была провозглашена республика под руководством Джузеппе Мадзини.
В Тоскане в феврале 1849 года вспыхнуло восстание, Леопольд II был отстранён от власти и установлена республика. В таких условиях начался новый этап войны Пьемонта против австрийских войск. Этот этап продлился всего несколько дней.
23 марта в битве при Новаре пьемонтские войска потерпели сокрушительное поражение. Карл Альберт из опасения, что теперь Сардинское королевство захлестнёт республиканское движение, отрёкся от престола в пользу своего сына Виктора Эммануила II. Учитывая сложившееся положение и не желая допускать дальнейшего падения престижа монархии, новый король санкционировал Конституцию и функционирование парламента. В апреле были разгромлены либеральные и демократические силы в Тоскане, а престол возвращён герцогу Леопольду, вернулись на свои престолы герцоги Пармы и Модены.
Папа, стремясь быстрее сокрушить Римскую республику, обратился за помощью к Франции. Французский генерал Удино начал бои с вооружёнными силами Джузеппе Гарибальди, защищавшими Рим. 3 июля 1849 года республика пала, республиканские учреждения прекратили своё существование, а её лидеры вынуждены были эмигрировать. 22 августа прекратила сопротивление Венеция.
Революция 1848—1849 годов была важным этапом Рисорджименто, но она потерпела поражение. В её ходе произошёл крах неогвельфизма и конституционных режимов во всех итальянских государствах, кроме Пьемонта, и проявилось упорное соперничество либеральных и демократических сил в борьбе за лидирующие позиции, хотя уже наметилось их сближение при определении главной для Италии цели. Сохранение Конституции и парламента в Пьемонте — это единственный позитивный результат этой революции.

## Реакция в Италии в 1850-е годы
За подавлением революции 1848—1849 годов в Италии, остававшейся по-прежнему раздробленной, последовало жёсткое усиление реакции. Во всех государствах (кроме Сардинского королевства) были восстановлены абсолютистские порядки; с конституциями, принятыми в 1848 году в Тоскане, Неаполе и Папском государстве, было покончено. Жестокие репрессии обрушились на противников австрийского владычества, многие люди подверглись полицейским преследованиям. Устрашение и деспотический произвол стали главными методами управления абсолютных монархий, успешно державших под контролем армию и полицию. Особенно свирепствовал в Неаполе Фердинанд II, прозванный «королём-бомбой» за жестокую расправу с участниками революции 1848—1849 годов в Сицилии. В папских владениях снова воцарились церковники, возросло влияние иезуитов.
Австрия, успешно противостоявшая попыткам расширить гражданские свободы на Апеннинском полуострове, подчинила Ломбардию и Венецию суровому военному режиму, австрийские войска до 1855 года оккупировали Тоскану и остались на неопределённое время в Романье, одной из папских провинций. Папа настоял также на том, чтобы французские войска не покидали Рима. Прославляемый в 1847—1848 годах как «духовный вождь» национального движения, Пий IX превратился теперь в его противника. Абсолютистские режимы не были намерены проводить реформы, необходимые экономике. Их экономическая политика явилась одной из причин застоя или очень медленного хозяйственного развития большинства итальянских государств в 1850-е годы.

## Усиление Сардинского королевства
На этом фоне выгодным контрастом выглядело положение в Сардинском королевстве (Пьемонте). Это было единственное итальянское государство, в котором уцелело конституционное устройство. Попытки местной реакции, а также Австрии добиться его упразднения провалились. В 1850-е годы конституционно-парламентский порядок постепенно укрепился в большой мере благодаря деятельности главы умеренных либералов Пьемонта графа Камилло Кавура.
Выходец из аристократической среды, Кавур стал олицетворением пьемонтского обуржуазившегося дворянства. Перестроив на капиталистической основе своё поместье, он развернул торговлю сельскохозяйственной продукцией и одновременно активно участвовал в банковских, коммерческих, промышленных начинаниях, в железнодорожном строительстве. Сторонник либерально-буржуазного строя, Кавур считал необходимым условием его утверждения ускоренный рост капиталистической экономики, стимулируемый политикой свободной торговли и активным развитием транспорта и банков. Став в 1850 году премьер-министром, Кавур энергично приступил к проведению такой политики. Пьемонтское правительство заключило торговые договоры с ведущими государствами, снизило таможенные тарифы, содействовало строительству железных дорог, шоссе и каналов; были укреплены финансовая система и кредит. Эти меры способствовали капиталистическому развитию сельского хозяйства, остававшегося ещё основой экономики Пьемонта, и активизировали промышленность.
Её главной отраслью являлось текстильное (особенно хлопчатобумажное) производство. Оживление затронуло также металлургию и машиностроение, в котором численность занятых к началу 1860-х годов (10 тыс. человек) выросла в 6—7 раз по сравнению с 1840-ми годами. Резко увеличилась внешняя торговля, в частности ввоз угля, железа, рельсов, машин. В 1859 году длина железных дорог в Пьемонте превысила 900 км (против 8 км в 1848 году), что составляло около половины протяжённости железных дорог во всей Италии. Таким образом, в 1850-е годы Пьемонт стал развиваться значительно быстрее, чем большинство итальянских государств. Одновременно в политическом плане произошло сплочение либеральных сил Пьемонта благодаря заключению в парламенте союза между умеренными либералами во главе с Кавуром и левыми либералами, за которыми стояла аграрная и торговая буржуазия.
Ещё в 1830-е годы Кавур пришёл к убеждению о необходимости «скорейшего освобождения итальянцев от угнетающих их варваров» (то есть австрийцев). Однако он полностью отвергал путь народной революционной борьбы за независимость, а создание единой Италии казалось ему делом столь отдалённого и туманного будущего, что ещё в 1856 году он считал призывы к объединению страны «глупостью». Реальную цель Кавур усматривал в изгнании австрийцев из Ломбардии и Венеции и включении их, а также Пармы и Модены в состав Сардинского королевства. Поскольку оно не имело достаточно сил, чтобы бороться один на один с Австрией, Кавур хотел опереться на мощного союзника, который помог бы вытеснить австрийцев из Италии. Такими потенциальными союзниками Кавур считал Францию и Англию.
Под давлением этих держав Пьемонт в 1855 году вступил в войну с Россией и направил в Крым 18-тысячный корпус. Кавур надеялся, что это приведёт к сближению Франции и Англии с Пьемонтом. По окончании Крымской войны Кавуру удалось добиться включения в повестку дня Парижского мирного конгресса 1856 года итальянского вопроса. Его обсуждение оказалось практически безрезультатным, но сам факт, что Пьемонт открыто выступил в защиту итальянских национальных интересов, произвёл большое впечатление на общественное мнение в Италии.

## Развитие национального движения в 1850-е годы
Поражение революции вызвало значительные сдвиги в двух основных направлениях национально-освободительного движения. Хотя демократы достигли на заключительном этапе революции большого успеха, решить её основные задачи им так и не удалось. Сразу же после окончания революции в республиканском лагере началось обсуждение причин её поражения. Некоторые демократы пришли к выводу, что отсутствие у республиканцев программы глубоких социальных преобразований, в частности наделения крестьян землёй, явилось главной причиной недостаточно широкого участия народа в революции и, следовательно, её поражения. Один из военных руководителей Римской республики 1849 году — социалист-утопист Карло Пизакане (1818—1857) видел решение аграрного вопроса в Италии в ликвидации крупного землевладения, обобществлении всей земли и передаче её крестьянству. К. Пизакане, Д. Монтанелли, Д. Феррари и другие радикально настроенные демократы доказывали, что национальное движение должно сочетаться с социальным переустройством, отвечающим интересам народных масс и потому способным привлечь их к освободительной борьбе. С таких позиций они подвергли Мадзини резкой критике и даже намеревались оттеснить его от руководства республиканским лагерем. Но их попытка не увенчалась успехом, так как большинство демократов отвергали идею крестьянской революции из опасений за судьбу земельной собственности, принадлежавшей массе сельской и городской буржуазии.
Сам Мадзини не прислушался к этой критике. Он по-прежнему был убеждён, что итальянская революция должна разрешить только национальную проблему, и что народ готов в любую минуту подняться на борьбу. Поэтому Мадзини с удвоенной энергией занялся восстановлением подпольной революционной сети, организацией заговоров и подготовкой восстаний. В ходе этой деятельности мадзинистам удалось опереться на первые рабочие общества в северной Италии — в Ломбардии и Лигурии. Однако попытка поднять восстание в Милане в феврале 1853 года закончилась полной неудачей, несмотря на исключительную отвагу, проявленную ремесленниками и рабочими в схватке с австрийскими войсками. Этот провал вызвал глубокий кризис в республиканском лагере.
Подпольные организации стали раскалываться, многие демократы порвали с Мадзини, обвинив его в напрасных жертвах. Тогда Мадзини провозгласил в 1855 году создание «Партии действия», призванной объединить всех тех, кто готов был любой ценой вести революционную борьбу за освобождение. И все же раскол среди демократов углублялся. Часть из них пошла на сближение с пьемонтскими умеренными либералами в связи с тем, что упрочение буржуазно-либеральных порядков в Пьемонте (который к тому же стал прибежищем десятков тысяч патриотов, бежавших сюда из других итальянских государств после подавления революции) возродило надежду на превращение Сардинского королевства в опору национального движения.
Выразителем такой ориентации на Пьемонт стал руководитель венецианской революции 1848—1849 годов Д. Манин. В 1855—1856 годах он призвал демократов принести «жертву»: отречься от революционно-республиканской программы, порвать с Мадзини и всецело поддержать монархический Пьемонт как единственную силу, способную привести Италию к независимости и объединению. Манин предложил также создать «национальную партию», в которой сплотились бы ради объединения страны как демократы, отвергшие республиканизм, так и либералы-монархисты. Призыв Манина получил значительный отклик среди патриотов различных политических взглядов, включая демократов, отошедших от Мадзини. Благожелательно отнёсся к нему и Кавур. С его согласия в 1857 году в Пьемонте стало действовать «Итальянское национальное общество», лозунгом которого было объединение Италии во главе с Савойской династией. Руководители общества предложили войти в его состав Гарибальди, имея в виду использовать популярность народного героя для привлечения на свою сторону демократических кругов. Гарибальди занял пост вице-председателя общества, но сохранил свои республиканские убеждения.
Формально «Национальное общество» было независимой организацией, на деле же оно являлось политическим орудием в руках пьемонтских умеренных либералов во главе с Кавуром. Отделения «Национального общества» нелегально создавались повсюду за пределами Пьемонта. Это было вызвано тем, что в Неаполитанском королевстве, Тоскане и других государствах полуострова влияние местных умеренных либералов упало после революции 1848—1849 годов, обнаружившей полное крушение их планов установить союз с монархами и вовлечь их в национальное движение. Либерально настроенные буржуазия и дворяне в этих государствах стали все более ориентироваться на Савойскую династию и склонялись к признанию руководящей политической роли пьемонтских либералов, которые таким образом оказались во главе умеренно-либерального направления в масштабах всей страны. В результате создания «Национального общества» движение за освобождение и объединение Италии на монархической основе — под главенством Савойской династии — вышло за рамки Сардинского королевства и приобрело общеитальянский характер.
Наиболее решительные демократы не желали смириться с переходом руководства национальным движением в руки либералов-монархистов. Ради того чтобы дать толчок революции, они готовы были на самопожертвование. В 1857 году Пизакане, действуя в контакте с Мадзини, высадился с группой единомышленников недалеко от Неаполя с целью поднять народное восстание. Отважная попытка кончилась гибелью Пизакане и многих его товарищей. Трагический исход этого предприятия усилил раскол в демократическом лагере, все больше его сторонников примыкало к «Национальному обществу». Инициатива оставалась в руках либералов-кавуристов. К концу 1850-х годов Пьемонт превратился в ведущую силу национально-освободительного движения.

## Союз Пьемонта с Францией
Одной из задач внешней политики Наполеона III было вытеснение Австрии из Италии и утверждение в ней французского верховенства. Наполеон III приступил к реализации этой цели в связи с покушением, совершенным на него в 1858 году в Париже итальянским патриотом Орсини, активным участником обороны Римской республики 1849 года. Орсини надеялся, что устранение одного из душителей итальянской революции — Наполеона III, который военной силой поддерживал обветшалый папский режим, расчистит путь для подъёма освободительной борьбы. После казни Орсини Наполеон III решил выступить в роли «покровителя» итальянского национального движения, с тем чтобы нейтрализовать итальянских революционеров и одновременно утвердить французскую гегемонию в Италии.
По инициативе Наполеона III летом 1858 года на французском курорте Пломбьер состоялась его тайная встреча с Кавуром, во время которой были согласованы условия франко-пьемонтского военно-политического союза, оформленного в виде секретного договора в январе 1859 года. Он предусматривал освобождение Ломбардии
и Венеции от австрийцев, присоединение этих областей к Пьемонту и создание таким путём Королевства Верхней Италии. Пьемонт обязался выставить 100 тысяч солдат, Франция — 200 тысяч. За эту помощь Наполеон III потребовал, чтобы Сардинское королевство передало Франции часть своей территории — Савойю и Ниццу — на том основании, что большинство населения этих провинций говорит по-французски. Кроме того, Наполеон III лелеял план создать в центре Италии, на базе Тосканы, королевство во главе со своим двоюродным братом, а на неаполитанский престол посадить также своего ставленника — сына Мюрата. Папе он отводил роль номинального главы будущей федерации четырёх итальянских государств. Таким образом по-прежнему раздробленная Италия оказалась бы связанной по рукам и ногам зависимостью от Франции. Кавур знал об этих планах Наполеона III, но надеялся, что события помешают их осуществлению.
После подписания договора союзники начали готовиться к войне с Австрией. В международном плане Наполеон III заручился обещанием России (раздражённой антирусской позицией Австрии в период Крымской войны) соблюдать в случае войны благожелательный нейтралитет и не препятствовать присоединению к Пьемонту Ломбардии и Венеции, находившихся под владычеством Австрии. В Пьемонт съехалось со всех концов Италии 20 тысяч добровольцев, желавших присоединиться к освободительному походу. Гарибальди согласился принять участие в войне в качестве генерала пьемонтской армии и возглавить 3-тысячный добровольческий корпус, в состав которого были включены многие участники героической обороны Рима и Венеции в 1849 году. Отношения с Австрией все более накалялись, и это привело 26 апреля 1859 года к началу войны.

## Война с Австрией. Народные восстания в Центральной Италии
Военные действия развивались успешно для союзных войск. После поражения австрийской армии у Мадженты (4 июня) ей пришлось уйти из Милана. 8 июня в него торжественно вступили Наполеон III и пьемонтский король Виктор Эммануил II. Союзники продолжали наступление, особенно быстро двигался корпус Гарибальди, отбивая у неприятеля город за городом. В конце июня французские и пьемонтские войска добились победы в упорных сражениях у Сольферино и Сан-Мартино. Военные поражения вынудили австрийскую армию оставить всю Ломбардию.
Австро-итало-французская война вызвала подъём национального движения в Центральной Италии. Началось брожение в Тоскане. Сторонники «Национального общества» возглавили большую патриотическую демонстрацию во Флоренции, к которой присоединились войска. Герцогу пришлось покинуть Тоскану. Было создано временное правительство с преобладанием умеренных либералов. В первой половине июня в обстановке народных волнений покинули свои владения правители Пармы и Модены, управление взяли на себя назначенные из Пьемонта губернаторы. Одновременно в Романье после ухода австрийских войск народ стал свергать папские власти и их место также заняли уполномоченные пьемонтского короля. Вскоре восстания охватили и другие провинции Папского государства.
Подъём народного движения в центре Италии грозил сорвать замысел Наполеона III посадить на престол Тосканы своего ставленника. В то же время появилась угроза выступления Пруссии в поддержку Австрии. Все это вынудило Наполеона III прекратить военные действия. Не предупредив своего союзника, он заключил 11 июля в городке Виллафранка перемирие с австрийским императором Францем Иосифом. На их встрече было решено, что Австрия уступит Ломбардию Наполеону III, и он передаст её Пьемонту, в Тоскану и Модену вернутся старые правители, власть папы будет восстановлена во всех его владениях, а Венеция останется в руках Австрии.
Виллафранкское перемирие вызвало взрыв возмущения во всей Италии. Кавур ушёл в отставку. Патриотические силы были полны решимости не допустить возврата свергнутых монархов. Прибывшие из Пьемонта генералы взяли под своё командование войска в Тоскане, Парме, Модене и Романье. Стало ясно, что навязать населению этих областей старые порядки или ставленника Наполеона III не удастся без вооружённой интервенции, на которую ни Австрия, ни Франция не осмелились. На территории герцогств Моденского, Пармского и Тосканского образовалось про-сардинское государство, получившее название Объединённые провинции Центральной Италии. Временное правительство предложило сардинскому королю Виктору Эммануилу II диктатуру, тот отклонил это предложение, но согласился взять Тоскану на время войны под свою защиту и назначил Бонкомпаньи своим генеральным комиссаром. Последний образовал министерство, с Риказоли во главе, и созвал совет (консульту). Национальное собрание единогласно проголосовало за присоединение к Сардинскому королевству. В этих условиях Кавур, вернувшийся к власти в январе 1860 года, пошёл на проведение в Центральной Италии плебисцитов относительно дальнейшей судьбы освобождённых территорий. Абсолютное большинство голосовавших высказалось за слияние Тосканы, Пармы, Модены и Романьи с Сардинским королевством. Декретом 18 марта 1860 года Парма с Пьяченцой были официально включены в состав Сардинского королевства. Вслед за этим декрет 22 марта 1860 года объявил о присоединении Тосканы к Сардинскому королевству. Но одновременно Савойя и Ницца в соответствии с договорённостью между Наполеоном III и Виктором Эммануилом перешли к Франции.

## Революционное движение в южной Италии. Поход гарибальдийской «Тысячи»
Летом и осенью 1859 года, когда политика Кавура зашла в тупик, Мадзини стал призывать к революционным действиям в папских владениях (с целью освобождения Рима) и в Неаполитанском королевстве. Среди демократов-мадзинистов родилась идея послать в Сицилию вооружённый отряд с целью свержения Бурбонов, которые после кровавого подавления революции 1849 года оказались в политической изоляции. Долго накапливавшаяся ненависть большинства сицилийцев к королевским властям вылилась в апреле 1860 года в Палермское восстание, подготовленное демократами. Потерпев неудачу в городе, оно перекинулось на сельские районы, где начались волнения крестьян.
Когда известие о восстании дошло до Пьемонта, находившиеся здесь в эмиграции сицилийские революционеры обратились к Гарибальди с предложением отправиться во главе вооружённого отряда в Сицилию на помощь восставшим. Гарибальди дал своё согласие, предупредив, что лозунгом экспедиции будет объединение Италии во главе с Виктором Эммануилом, то есть лозунг «Национального общества».
В Генуе демократы развернули лихорадочную подготовку. Чтобы вооружить рвавшихся в бой добровольцев и посадить их на суда, пришлось преодолеть сильное противодействие умеренных и Кавура, застигнутого инициативой демократов врасплох. Он не мог открыто запретить это патриотическое начинание из опасения дискредитировать себя в глазах участников национального движения. Однако Кавур старался сорвать экспедицию, создавая для неё различные препятствия. Власти отказались выдать волонтёрам современное оружие, приобретённое на патриотические пожертвования. Для отряда Гарибальди удалось достать лишь тысячу старых, почти непригодных ружей. Несмотря на все препоны, утром 6 мая более тысячи человек во главе с Гарибальди отплыли на двух кораблях из Генуи. В состав «Тысячи» входили добровольцы из всех областей Италии, многие из них закалились в боях на бастионах Римской и Венецианской республик в 1848—1849 годах и под командованием Гарибальди в 1859 году. Среди гарибальдийцев примерно половину составляли ремесленники и рабочие, много было в отряде интеллигентов и мелких городских буржуа.
11 мая отряд высадился в Сицилии. Началась легендарная гарибальдийская эпопея. Перед Гарибальди стояла труднейшая задача: имея 1100 бойцов, подготовиться к борьбе с размещённой на острове 25-тысячной королевской армией во главе с опытными генералами. Многое зависело от исхода первого боя. Он произошёл у Калатафими спустя 4 дня после высадки. Гарибальдийцы, одетые, как и их предводитель, в красные рубашки, яростной штыковой атакой отбросили трёхтысячный отряд бурбонских войск. Затем Гарибальди совершил искусный скрытый манёвр через горы, внезапно подошёл к Палермо и ворвался в него вместе с 3 тысячами присоединившихся к нему вооружённых крестьян. В Палермо началось восстание. После 3 дней ожесточённых боёв бурбонский командующий вынужден был заключить перемирие, а затем оставил Палермо. Вслед за этим восстания охватили многие города Сицилии.
Поход Гарибальди совпал с развернувшимся на острове широким народным движением. Крестьяне поднимались на борьбу в тылу королевских войск, облегчая наступление Гарибальди. В освобождённых районах новые власти с целью привлечь крестьянство под гарибальдийские знамёна отменяли налоги на помол зерна и на ввозимые продукты питания и обещали всем примкнувшим к освободительной борьбе участок общинной или королевской земли. Однако этих мер оказалось недостаточно, чтобы обеспечить Гарибальди прочную поддержку крестьянских масс. Летом движение в деревне, первоначально заострённое против бурбонских властей, стало перерастать в социальную борьбу с землевладельцами. Крестьяне и батраки хотели вернуть себе те общинные земли, которые ранее были захвачены дворянами и буржуазией. Напуганные землевладельцы просили гарибальдийское правительство о помощи. Перед лицом классового конфликта в деревне революционно-буржуазная власть встала на защиту права собственности и сурово подавила один из главных очагов крестьянского движения, несколько его активных участников были расстреляны. К карательным мерам прибегла и спешно созданная землевладельцами национальная гвардия. В результате первоначальный энтузиазм сельских масс, вызванный приходом Гарибальди, ослабел, крестьяне отходили от его армии, пополнявшейся в основном за счёт горожан и притока добровольцев с севера. Опираясь на них, Гарибальди освободил Сицилию и 19 августа высадился на материке, в Калабрии.
Поход Гарибальди вскрыл глубокий кризис, назревший в Неаполитанском королевстве. После того как гарибальдийцы разбили выставленные против них заслоны, солдаты короля стали тысячами сдаваться в плен. Организованное сопротивление прекратилось. Ещё до высадки Гарибальди в южных областях королевства (особенно в Калабрии и Базиликате) начались восстания горожан и крестьян, которые расшатывали бурбонские порядки и способствовали деморализации правительственных войск. Видя бессилие монархии и опасаясь расширения народных выступлений, землевладельцы — буржуазия и дворяне — использовали натиск низов и стали захватывать власть на местах в свои руки. Бурбонский режим рушился, и это позволило Гарибальди всего с несколькими соратниками, опередив свою армию, совершить стремительный бросок к Неаполю. По пути население оказывало ему горячий приём. Король счёл за лучшее убраться из Неаполя в крепость Гаэту, куда ушли и верные ему войска. 7 сентября 1860 года, на двадцатый день после высадки на континенте, Гарибальди въехал в ликующий Неаполь.
Теперь революционный полководец намеревался идти на Рим, а затем освободить Венецию. Его армия насчитывала уже 50 тысяч бойцов, в большинстве своём добровольцев из северных и центральных областей страны. Среди них было немало убеждённых республиканцев. В Неаполь съехались ведущие деятели демократов, включая Мадзини. Гарибальди хотел отложить присоединение Юга к Пьемонту до полного освобождения всех итальянских земель, и республиканцы надеялись, что это позволит им укрепить свои позиции, созвать Учредительное собрание и придать рождающемуся итальянскому государству более демократический характер. Однако либералы постарались сорвать осуществление этих планов демократов. Они боялись, что дальнейшие успехи гарибальдийской армии вызовут усиление революционных и республиканских сил в стране и поставят под угрозу существование пьемонтской монархии. Кроме того, Кавур считал, что попытка ликвидации светской власти папы приведёт к иностранному вмешательству (прежде всего Наполеона III) в итальянские дела.
Противоборство либералов-монархистов и демократов вылилось в острый конфликт между Кавуром и Гарибальди. После освобождения Сицилии Кавур признал, что «Гарибальди оказал Италии величайшие услуги, какие только человек может оказать родине»; когда же Гарибальди отказался от немедленного присоединения Сицилии к Пьемонту, Кавур стал обвинять его в том, что он сомкнулся с «людьми революции» и «сеет на своём пути беспорядок и анархию». Чтобы не допустить марша Гарибальди в Центральную Италию и дальнейшего усиления демократов, Кавур, которому крушение Бурбонов придало смелости и заставило его поверить в возможность скорого объединения Италии, решил опередить демократов и частично осуществить выдвинутые ими же задачи. Он убедил Наполеона III в необходимости быстрых действий для предотвращения революции в Папском государстве. С согласия французского императора пьемонтские войска спустя три дня после вступления Гарибальди в Неаполь вторглись в папские владения и заняли их большую часть — провинции Марке и Умбрию. В октябре, после того как Гарибальди нанёс поражение бурбонским войскам у Вольтурно, пьемонтская армия вступила на неаполитанскую территорию, преградив Гарибальди путь на Рим.
К этому времени осложнилось положение в неаполитанской деревне. Здесь, как и в Сицилии, сельские массы по-своему истолковали приход Гарибальди и свержение бурбонских порядков: они сочли, что наступил долгожданный час решения в их пользу вопроса о земле. Первоначально эти надежды укрепил декрет Гарибальди о передаче в бесплатное пользование крестьянам Калабрии общинных земель, на которые зарилась местная буржуазия. В разных районах Юга крестьяне стали стихийно делить общинные угодья, отмечались также случаи покушения на господские владения. Имущие классы деревни решительно противились переходу общинных земель к крестьянам. На расширение крестьянского движения они отвечали репрессиями. Вызванное ими ожесточение сельских масс нашло выход в расправах с либералами и национальной гвардией.
В такой обстановке имущие классы Юга стали требовать скорейшего слияния Неаполя с Пьемонтом, видя теперь в Савойской монархии единственного гаранта своей земельной собственности, которой угрожало разгоравшееся крестьянское движение. Опираясь на их поддержку, либералы-кавуристы одержали верх в борьбе с демократами. Просьба Гарибальди передать ему на год верховное управление Южной Италией была отклонена королём Виктором Эммануилом. Диктатура Гарибальди была упразднена, изданные им декреты отменены, а его армия распущена. Отказавшись от всех наград, Гарибальди уехал на принадлежавший ему маленький островок Капреру.

## Образование единого итальянского государства
Пьемонтские правящие круги старались не допустить созыва всеитальянского Учредительного собрания и осуществить объединение путём простого территориального расширения Сардинского королевства, предложив населению освобождённых областей проголосовать за их присоединение к Пьемонту. Плебисцит, проведённый 21 октября на Юге страны, одобрил слияние Неаполя и Сицилии с Сардинским королевством; в ноябре в результате плебисцитов в его состав вошли также Умбрия и Марке.
Таким образом к концу 1860 года Италия (кроме Рима с областью Лацио и Венеции) была фактически объединена. Собравшийся в Турине общеитальянский парламент 17 марта 1861 года объявил о создании Итальянского королевства во главе с пьемонтским королём Виктором Эммануилом II. Существовавшие в Пьемонте конституционные порядки были распространены на новое государство.
Объединение страны сопровождалось унификацией законодательства, судебной, денежной и таможенной систем, системы мер и весов, налогообложения. Это открыло путь для экономического сближения разобщённых территорий. Благодаря бурному строительству железных дорог (их протяжённость выросла с 2500 км в 1861 году до 6200 км в 1871 году) были связаны между собой основные области Италии. В результате возникли благоприятные возможности для более быстрого складывания единого национального рынка.
Объединение страны способствовало развитию рабочего движения. Оно зародилось ещё в 1840-е годы, когда возникло (главным образом в Сардинском королевстве) несколько десятков рабочих обществ взаимопомощи. Первоначально они находились под влиянием умеренных либералов и свою единственную цель усматривали в улучшении материального положения рабочих. В 1860-е годы общества взаимопомощи стали появляться во многих областях Италии, и в начале 1870-х годов их было уже более 1400 (против 234 в 1860 году), причём они охватывали около 200 тысяч рабочих. На съезды обществ стали съезжаться делегаты из различных областей страны. Так рабочее движение начало приобретать общеитальянский характер. В первой половине 60-х годов в рабочих организациях возобладало влияние сторонников Мадзини. Они добивались вовлечения рабочих в борьбу за всеобщее избирательное право и их более активного участия на завершающем этапе объединительного движения.
Положение в Италии в 1860-е годы было напряжённым. Только что возникшее итальянское государство столкнулось с тяжёлыми проблемами. Одной из них явилось широкое восстание неаполитанского крестьянства. Крушение надежд на решение вопроса об общинных землях толкнуло сельские массы Юга к выступлению против новой власти, оказавшейся теперь в руках дворян и земельной буржуазии, особенно широко расхищавшей общинные угодья. Под их давлением итальянское правительство отказалось от проведения в жизнь своего декрета от 1 января 1861 года о разделе общинных земель, чего столь желали крестьяне. В такой обстановке сторонники Бурбонов разжигали недовольство сельских масс, играя на их издавна укоренившейся вере в свергнутую династию как заступницу крестьян. Как и в 1799 году, реакция надеялась с помощью всеобщего восстания в деревне восстановить монархию Бурбонов. Юг наводнили многочисленные вооружённые отряды, некоторые из них насчитывали тысячи людей. Их костяк составили солдаты и унтер-офицеры распавшейся бурбонской армии, которые по возвращении в деревню часто подвергались притеснениям со стороны либералов. Многие современники, а затем и буржуазные историографы называли это движение «бандитизмом», объясняя его исключительно склонностью жителей отсталого Юга к разбою и насилиям и их традиционной приверженностью Бурбонам. На деле это восстание имело социальные корни и выражало в преломлённом, искривлённом виде протест крестьян против нищеты и угнетения. Восставшие громили муниципалитеты, сжигали архивы, расправлялись с либералами, захватывали их земли, облагали многих землевладельцев контрибуциями.
С лета 1861 года обстановка на Юге страны напоминала гражданскую войну: пылали деревни, правительственные войска вступали в ожесточённые схватки с подвижными отрядами восставших, совершали массовые казни. Итальянское правительство, не проведя никаких мер в интересах крестьян, решило действовать исключительно силой, сосредоточив на Юге 120-тысячную армию. Движение удалось подавить только в 1865 году, но его отдельные вспышки продолжались до конца 1860-х годов. За это время было убито и ранено более 5 тысяч восставших.
Оплотом всех реакционных сил, связывавших с южным восстанием надежды развалить молодое итальянское государство, стало папство. В Риме нашли пристанище неаполитанские Бурбоны и остатки верных им войск, которые вместе с добровольцами-клерикалами из других европейских стран совершали с папской территории вылазки в районы восстания. Пий IX отказался признать итальянское правительство, отвергал все его предложения о примирении и слышать не хотел о том, чтобы Рим стал столицей Италии. В ответ на враждебность Ватикана итальянское правительство конфисковало и пустило в продажу имущество 40 тысяч различных церковных организаций — 750 тысяч гектаров земли, перешедшей в основном в руки буржуазии. Эти и другие меры способствовали ослаблению экономического и политического влияния церкви. Однако, пока папа сохранял власть в Риме, державшуюся только благодаря присутствию солдат Наполеона III, Италия неизбежно оставалась в зависимости от Франции. Таким образом, решение «римского вопроса» являлось жизненной проблемой развития страны.

## Завершение объединения
Летом 1862 года Гарибальди прибыл на Сицилию и стал призывать к походу на Рим. Вскоре он переправился с добровольцами в Калабрию. Наполеон III, постоянно оглядывавшийся в своей итальянской политике на французских клерикалов, заявил, что не допустит удаления папы из Рима. Тогда итальянское правительство, сначала занявшее выжидательную позицию, двинуло против Гарибальди войска. В августе у Аспромонте они встретили его отряд ружейным огнём. Гарибальди был тяжело ранен, взят под стражу, многие его бойцы арестованы.
Подавив революционную инициативу как средство окончательного объединения страны, либеральное правительство искало возможность осуществить его путём военно-дипломатических манёвров. В 1866 году с целью освобождения Венеции оно приняло предложение Бисмарка выступить в военном союзе с Пруссией против Австрии, начав «третью войну за независимость Италии».
Гарибальди, которому снова предложили возглавить корпус добровольцев, остался верен себе: ведя тяжёлые бои в горах Тироля, он заставил австрийские войска отступить. Регулярная же армия из-за бездарности итальянского командования проиграла сражение у Кустоцы, а флот потерпел неудачу в Адриатическом море в бою у острова Лисса. В результате Италии навязали унизительную процедуру получения Венеции из рук Наполеона III, которому её передала разгромленная пруссаками Австрия. После присоединения Венецианской области Гарибальди с несколькими тысячами добровольцев осенью 1867 года снова бросился на освобождение Рима. В упорном бою у Ментаны его плохо вооружённые бойцы столкнулись с французскими батальонами, оснащёнными новыми скорострельными винтовками, и это привело к поражению гарибальдийцев. Сам Гарибальди был арестован итальянским правительством и отправлен на остров Капреру.
В 1870 году, когда началась франко-прусская война, французский корпус был наконец отозван из Рима. Вслед за крушением империи Наполеона III итальянские войска 20 сентября после короткого боя вошли в Рим, который с лета 1871 года стал столицей Италии. Папа, сохранивший за собой Ватиканский дворец, объявил себя «вечным пленником» итальянского государства.
Торжественный въезд в Рим короля Виктора Эммануила II состоялся 2 июля 1871 года. При этом он произнёс знаменитые слова: «Мы пришли в Рим и останемся в нём!» Процесс объединения Италии был завершён. Движение Рисорджименто в целом способствовало формированию итальянской нации, стало импульсом для развития индустриализации и утверждения капиталистических общественных отношений, складывания национального рынка и превращения Италии в самостоятельный субъект международной политики. Страна была признана «шестой великой державой» (с оговоркой «наименьшая из великих держав»), другими были Австрия, Пруссия, Франция, Россия и Британская империя. Основанием для статуса послужил Лондонский договор (1871 год). 
Однако перед итальянским правительством стояло немало нерешённых проблем. Из-за высокого имущественного ценза слой избирателей оставался очень узким, что угрожало в определённой мере принципам конституционализма и парламентаризма; серьёзное беспокойство доставлял римский вопрос, поскольку Папа призвал верующих не принимать участие в политической жизни Италии, то есть подтвердил провозглашённый ещё в 1867 году принцип non expedit (не подобает); трудно представлялось в обозримом будущем решить проблему различного уровня развития Севера и Юга Италии.

## Хронология
1820 год — начало восстания в Неаполитанском королевстве, подавленного впоследствии австрийской интервенцией;
1821 год — волнения распространяются на Пьемонт по инициативе секретного общества, руководимого Сантароза и Конфалоньери; восстание также было подавлено австрийцами;
1831 год — австрийцы подавляют ещё одно восстание — в герцогстве Пармском. Джузеппе Мадзини основывает в Марселе «Молодую Италию», патриотическое движение, которое боролось за объединение Италии и включение её в европейский контекст.
1833 год — Неудачная попытка «Молодой Италии» поднять восстание в Генуе.
1848—1849 годы — «Пять дней Милана» и первая война с Австрией за независимость, завершившаяся неудачно (перемирие в Виньяле и миланский мирный договор), однако сыгравшая важную роль в развитии и распространении патриотических настроений.
Июнь — июль 1857 года — экспедиция Пизакане: неудачная попытка поднять восстание в Неаполитанском королевстве.
1859—1860 годы — вторая война за независимость, в результате которой происходит объединение Сардинского королевства с Ломбардией, Тосканой, Романьей, Пармой и Моденой, в которых прошло всенародное голосование. Высадка Джузеппе Гарибальди в Сицилии и объединение с Сардинией Королевства обеих Сицилий.
17 марта 1861 год — новый парламент провозглашает Итальянское королевство во главе с Виктором Эммануилом II.
Август 1862 года — первый поход Гарибальди на Рим.
1866 год — Третья война за независимость в союзе с Пруссией (см. Австро-прусская война), в ходе которой к Италии была присоединена область Венеция с Венецией.
Июнь 1867 год — второй поход Гарибальди на Рим.
Сентябрь 1870 года — итальянские войска вступают в Рим, из которого выведен французский гарнизон (см. Франко-прусская война).
Июнь 1871 года — итальянская столица была перенесена в Рим.